# Cobalt(II) chloride
Cobalt(II) chloride là một hợp chất vô cơ của cobalt và chlor, với công thức hóa học CoCl2. Nó thường có mặt ở dạng ngậm 6 nước CoCl2·6H2O, và là muối cobalt phổ biến nhất trong phòng thí nghiệm.
Dạng ngậm 6 nước có màu tím, trong khi dạng khan của chất này có màu xanh da trời. Do chất này dễ dàng hydrat hóa/mất nước, và việc thay đổi màu sắc tương ứng, cobalt(II) chloride được sử dụng như một chỉ thị nước trong chất chống ẩm.
Cobalt(II) chloride được ứng dụng trong việc tổng hợp hữu cơ và các vật bằng điện cực với kim loại cobalt.
Cobalt(II) chloride đã được phân loại là một chất có nguy cơ đáng lo ngại của Cơ quan Hóa chất châu Âu vì nó bị nghi ngờ có thể gây ung thư.

## Điều chế
Cobalt(II) chloride ngậm nước được điều chế từ cobalt(II) cacbonat hoặc muối cobalt(II) phản ứng với acid chlorhydric:
CoCO3 + 2HCl + 5H2O → Co(H2O)6Cl2 + CO2↑
Khi bị nung nóng, phân tử ngậm 6 nước bị tách thành muối khan.

## Phản ứng
Nói chung, các dung dịch nước của muối này giống như các muối cobalt(II) khác, các dung dịch này đều chứa ion [Co(H2O)6]2+. Các dung dịch muối này tạo ra kết tủa CoS khi phản ứng với H2S. CoCl2·6H2O và CoCl2 là các acid Lewis yếu. Các phân tử thường có cấu trúc bát diện hoặc tứ diện. Với pyridin (C5H5N), chất này tạo thành phức chất bát diện:
CoCl2·6H2O + 4C5H5N → CoCl2(C5H5N)4 + 6H2O
Với triphenylphosphin (P(C6H5)3), chất này tạo thành phức chất tứ diện:
CoCl2·6H2O + 2P(C6H5)3 → CoCl2[P(C6H5)3]2 + 6H2O

## Hợp chất khác
CoCl2 còn tạo một số hợp chất với NH3, như CoCl2·2NH3 (hoa hồng), CoCl2·3NH3 (hoa hồng đỏ), CoCl2·4NH3 (vàng nâu), CoCl2·5NH3 (đỏ cam), CoCl2·6NH3 (rơm) hay CoCl2·10NH3 (vàng nâu).
CoCl2 còn tạo một số hợp chất với N2H4, như CoCl2·6N2H4 là chất rắn màu hồng, thuận từ; là một ví dụ hiếm thấy về hợp chất giữa phân tử hợp chất và số lượng hydrazin lớn. Chất này dễ nổ như các hợp chất với hydrazin khác cũng như bản thân chất lỏng không màu hydrazin. CoCl2·6N2H4 không ổn định. Ở mức N2H4 hóa thấp hơn, có CoCl2·3N2H4 là chất rắn màu cam nhạt, CoCl2·2,5N2H4·H2O là tinh thể màu hồng, CoCl2·2N2H4 là bột màu hoa hồng có dạng monohydrat là tinh thể màu đỏ-hồng, không tan trong aceton, benzen nhưng tan trong nước, H2SO4/HNO3 2 N, d = 2,7842 g/cm³ hay CoCl2·1,5N2H4·H2O là tinh thể màu hồng với dạng cấu trúc chlor liền (hoặc tím với dạng hai nguyên tử chlor tách rời), CoCl2·¾N2H4 và CoCl2·¼N2H4 đều là tinh thể màu dương nhạt-hồng.
CoCl2 còn tạo một số hợp chất với NH2OH, như CoCl2·2NH2OH là tinh thể màu hoa hồng.
CoCl2 còn tạo một số hợp chất với CO(NH2)2, như CoCl2·2CO(NH2)2 là tinh thể màu dương đen, CoCl2·4CO(NH2)2 là tinh thể màu oải hương-hoa hồng hay CoCl2·10CO(NH2)2 là tinh thể hồng.
CoCl2 còn tạo một số hợp chất với CON3H5, như CoCl2·2CON3H5 là tinh thể đỏ, tan vừa trong nước.
CoCl2 còn tạo một số hợp chất với CON4H6, như CoCl2·2CON4H6·1,5H2O là tinh thể hồng đậm.
CoCl2 còn tạo một số hợp chất với CS(NH2)2, như CoCl2·2CS(NH2)2 là tinh thể màu lục lam, CoCl2·3CS(NH2)2 là chất rắn màu dương, tan trong nước tạo dung dịch màu dương đen, CoCl2·3,5CS(NH2)2 là tinh thể màu dương đen hay CoCl2·4CS(NH2)2 là tinh thể màu lam dương.
CoCl2 còn tạo một số hợp chất với CSN3H5, như CoCl2·2CSN3H5 là bột/tinh thể đen tím hay CoCl2·3CSN3H5·H2O là tinh thể đỏ nhạt-hồng.
CoCl2 còn tạo một số hợp chất với CSN4H6, như CoCl2·2CSN4H6 xuất hiện ở hai dạng: tinh thể màu tím và tinh thể màu nâu.
CoCl2 còn tạo một số hợp chất với CSe(NH2)2, như CoCl2·2CSe(NH2)2 là tinh thể lục lam hay CoCl2·4CSe(NH2)2 là tinh thể lục nhạt. Phức CoCl2·3CSe(NH2)2 có màu hơi khác so với hai phức trên.

## Ứng dụng
- Mực vô hình
- Cobalt(II) chloride là chất kích thích hóa học đã được biết đến với phản ứng giống như khi cơ thể thiếu oxy trong máu như quá trình sinh hồng cầu.[28] Việc bổ sung cobalt không bị cấm và do đó sẽ không được phát hiện bằng các kiểm tra chống doping hiện tại.[29] cobalt(II) chloride là một chất bị cấm theo Australian Thoroughbred Racing.